# 舍勒巴图
舍勒巴图（1937年—2010年），男，鄂伦春族，内蒙古鄂伦春自治旗人，中华人民共和国政治人物，曾任内蒙古自治区人大常委会副主任。